# Eltern-Nachwuchs-Konflikt
Eltern-Nachwuchs-Konflikt ist ein von Robert Trivers 1974 geprägtes evolutionstheoretisches Modell, aus dem sich ein Konflikt zwischen Eltern und Nachwuchs um die Höhe des Elternaufwands ergibt. Der Elternaufwand ist hierbei definiert als jegliches Verhalten, das die Fitness eines Nachkommen erhöht und gleichzeitig den Elternaufwand für anderen Nachwuchs verringert. Die Eltern streben danach, die Zahl der überlebenden Nachkommen zu maximieren. Der einzelne Nachkomme versucht ebenfalls, die Zahl seiner eigenen Nachkommen zu maximieren. Wenn die Nachkommen nicht passive Empfänger von Elternaufwand sind, sondern diesen aktiv ersuchen, kann ein Konflikt zwischen Eltern und Nachwuchs resultieren. Insbesondere treten Konflikte darum auf, wie viel, und wie lange Eltern in einen Nachwuchs investieren. Das Modell sagt voraus, dass Nachkommen verschiedene Manipulationen anwenden, um mehr Ressourcen von den Eltern zu erhalten (aber auch, dass Eltern defensive Mechanismen dagegen entwickelt haben).